# Eprhopalotus canaliculatus
Eprhopalotus canaliculatus är en stekelart som beskrevs av Christer Hansson 2004. Eprhopalotus canaliculatus ingår i släktet Eprhopalotus och familjen finglanssteklar.
Artens utbredningsområde är Costa Rica. Inga underarter finns listade i Catalogue of Life.